# Graham Nelson
 (août 2019).
Si vous disposez d'ouvrages ou d'articles de référence ou si vous connaissez des sites web de qualité traitant du thème abordé ici, merci de compléter l'article en donnant les références utiles à sa vérifiabilité et en les liant à la section « Notes et références ».
Graham A. Nelson (né en 1968) est un poète et mathématicien britannique, et le créateur du logiciel Inform dédié à la création de fictions interactives.

## Biographie
Nelson étudie au Selwyn College, à Cambridge et au Magdalen College, à Oxford, avant de se tourner vers les mathématiques au St Anne's College à Oxford. Il reçoit en 1997 un Eric Gregory Award de la Society of Authors pour sa poésie.
Il est marié à l'auteur de fiction interactive Emily Short.
Il écrit lui-même plusieurs fictions interactives, dont certaines très appréciées, comme Curses (1993) et Jigsaw (1995). Il est l'auteur du Inform Designer's Manual, qui comprend l'un des premiers travaux théoriques sur la fiction interactive, The Craft of Adventure.